# خلیج کالامیتا
خلیج کالامیتا (روسی: Каламитский залив) یک خلیج در کرانه دریای سیاه و در شبه‌جزیره کریمه است.